# Високівська сільська рада (Житомирський район)
Високівська сільська рада (у 1924—60 роках — Високо-Українська сільська рада) — орган місцевого самоврядування Високівської сільської територіальної громадиЖитомирської області з адміністративним центром у с. Високе.

## Склад ради

### VIII скликання
Рада складається з 22 депутатів та голови.
25 жовтня 2020 року, на чергових місцевих виборах, було обрано 22 депутати ради, з них (за суб'єктами висування): «Слуга народу» та самовисування — по 7, Всеукраїнське об'єднання «Батьківщина» — 5, «Сила і честь» — 2 та «Наш край» — 1.
Головою громади обрали позапартійного висуванця «Слуги народу» Миколу Бардука, чинного Високівського сільського голову.

### VII скликання
Рада складається з 14 депутатів та голови.
Перші вибори депутатів ради громади та сільського голови відбулись 25 жовтня 2015 року — одночасно з черговими місцевими виборами. Було обрано 13 з 14-ти депутатів: 7 самовисуванців, 5 представників партії «Конкретних справ» та один — БПП «Солідарність».
Головою громади обрали Миколу Миколайовича Бардука — позапартійного самовисуванця, тодішнього Високівського сільського голову.
15 листопада 2015 року, на повторних виборах до ради, було обрано депутата від 14-го округу (с. Городище) — позапартійну самовисуванку Ніну Мельник.

### Керівний склад сільської ради
| ПІБ                       | Основні відомості                                            | Суб'єкт висування | Дата обрання | Дата звільнення |
| ------------------------- | ------------------------------------------------------------ | ----------------- | ------------ | --------------- |
| Бардук Микола Миколайович | Сільський голова, 1964 року народження, освіта, безпартійний | Самовисування     | 26.03.2006   | 31.10.2010      |
| Бардук Микола Миколайович | Сільський голова, 1964 року народження, освіта, безпартійний | Самовисування     | 31.10.2010   | 25.10.2015      |
| Бардук Микола Миколайович | Сільський голова, 1964 року народження, освіта, безпартійний | Самовисування     | 25.10.2015   | 25.10.2020      |
| Бардук Микола Миколайович | Сільський голова, 1964 року народження, освіта, безпартійний | «Слуга народу»    | 25.10.2020   |                 |

Примітка: таблиця складена за даними джерела

## Історія
Створена 1923 року в складі с. Високе та колоній Високе і Чуранда Бежівської волості Житомирського повіту Волинської губернії. 7 березня 1923 року увійшла до складу новоствореного Черняхівського району Житомирської (згодом — Волинська) округи. 18 жовтня 1924 року колонії Високе та Чуранда передані до складу новоствореної Високо-Чеської сільської ради Черняхівського району, в зв'язку з чим раду перейменовано на Високо-Українську. 7 червня 1946 року адміністративний центр ради с. Високе перейменовано на Високе-Українське.
Станом на 1 вересня 1946 року Високо-Українська сільська рада входила до складу Черняхівського району Житомирської області, на обліку в раді перебувало с. Високо-Українське.
11 серпня 1954 року, відповідно до указу Президії Верховної ради УРСР «Про укрупнення сільських рад по Житомирській області», до складу ради включено села Високе та Осники ліквідованих Високівської та Осниківської сільських рад Черняхівського району Житомирської області. 8 червня 1960 року, відповідно до рішення Житомирського облвиконкому № 592 «Про перейменування деяких сільських рад в районах області», раду було перейменовано на Високівську. 29 червня 1960 року адміністративний центр ради, с. Високе-Українське, було об'єднано із с. Високе.
Станом на 1 січня 1972 року Високівська сільська рада входила до складу Черняхівського району Житомирської області, на обліку в раді перебували села Високе та Осники.
До 6 червня 2015 року — адміністративно-територіальна одиниця у Черняхівському районі Житомирської області з підпорядкуванням сіл Високе та Осники.

### Населення
Кількість населення ради, станом на 1923 рік, становила 1 997 осіб, кількість дворів — 228.
Кількість населення сільської ради станом на 1924 рік становила 2 142 особи.
Відповідно до результатів перепису населення СРСР, кількість населення ради, станом на 12 січня 1989 року, становила 1 994 особи.
Станом на 5 грудня 2001 року, відповідно до перепису населення України, кількість мешканців сільської ради становила 1 722 особи.